# Edmund Fitzalan-Howard, I visconte FitzAlan di Derwent
Edmund Bernard Fitzalan-Howard, I visconte FitzAlan di Derwent (1º giugno 1855 – 18 maggio 1947), è stato un politico inglese.

## Biografia
Era il secondo figlio di Henry Fitzalan-Howard, XIV duca di Norfolk, e di sua moglie, Augusta Lyons, figlia del vice-ammiraglio Edmund Lyons, I barone Lyons. Nato Lord Edmund Fitzalan-Howard, ha assunto nel 1876 con regia licenza il cognome di "Talbot" come parte di un tentativo fallito di ereditare le proprietà di Bertram Talbot, diciassettesimo conte di Shrewsbury, suo padrino. Tornò ad utilizzare il nome paterno con regia licenza nel 1921, poco dopo essere stato elevato al titolo di visconte.

### Carriera
È stato eletto membro del Parlamento per il collegio di Chichester nel 1894, carica che detenne fino al 1921, ed è stato per breve tempo Lord del Tesoro con Arthur Balfour nel 1905 e sotto Herbert Henry Asquith e poi come Sottosegretario di Stato al Ministero del Tesoro (1915–1921) sotto David Lloyd George. Nel 1918 divenne un membro del Consiglio privato.
Il 27 aprile 1921 è stato nominato Lord luogotenente d'Irlanda, il primo cattolico ad essere nominato in tale posizione dal 1685 durante il regno di re Giacomo II.
Tuttavia, il suo mandato durò solo un anno e mezzo. La carica venne abolita con l'entrata in vigore del nuovo Stato Libero d'Irlanda e la sua costituzione nel 1922. La posizione è stata sostituita dagli uffici del governatore generale dello Stato Libero d'Irlanda e il Governatore dell'Irlanda del Nord. Il giorno dopo la sua nomina a Lord luogotenente è stato alzato al Pari come Visconte FitzAlan di Derwent, di Derwent nella Contea di Derby. Inoltre, durante la minore età del nipote, come Duca di Norfolk, servì come vice Earl Marshal.

### Matrimonio
Sposò, il 5 agosto 1879, Lady Mary Caroline Bertie (11 agosto 1859-21 aprile 1938), figlia di Montagu Bertie, VII conte di Abingdon. Ebbero due figli:
- Mary Caroline Magdalan Fitzalan-Howard (24 agosto 1880-24 novembre 1974)
- Henry Fitzalan-Howard, II visconte FitzAlan di Derwent (30 ottobre 1883-17 maggio 1962)

### Morte
Morì il 18 maggio 1947, all'età di 91 anni.

## Ascendenza
|                                                        |            |                                                  | Genitori                                        |  |  | Nonni |  |  | Bisnonni                            |  |  | Trisnonni    |  |
|                                                        |            |                                                  |                                                 |  |  |       |  |  | Bernard Howard, XII duca di Norfolk |  |  | Henry Howard |  |
|                                                        |            |                                                  |                                                 |  |  |       |  |  | Bernard Howard, XII duca di Norfolk |  |  | Henry Howard |  |
|                                                        |            | Juliana Molyneux                                 |                                                 |  |  |       |  |  | Bernard Howard, XII duca di Norfolk |  |  |              |  |
| Henry Howard, XIII duca di Norfolk                     |            |                                                  |                                                 |  |  |       |  |  | Bernard Howard, XII duca di Norfolk |  |  |              |  |
|                                                        |            | Elizabeth Belasyse                               | Henry Belasyse, II conte di Fauconberg          |  |  |       |  |  |                                     |  |  |              |  |
|                                                        |            | Elizabeth Belasyse                               | Henry Belasyse, II conte di Fauconberg          |  |  |       |  |  |                                     |  |  |              |  |
|                                                        |            | Elizabeth Belasyse                               | Charlotte Lamb                                  |  |  |       |  |  |                                     |  |  |              |  |
| Henry Fitzalan-Howard, XIV duca di Norfolk             |            | Elizabeth Belasyse                               |                                                 |  |  |       |  |  |                                     |  |  |              |  |
|                                                        |            | George Leveson-Gower, I duca di Sutherland       | Granville Leveson-Gower, I marchese di Stafford |  |  |       |  |  |                                     |  |  |              |  |
|                                                        |            | George Leveson-Gower, I duca di Sutherland       | Granville Leveson-Gower, I marchese di Stafford |  |  |       |  |  |                                     |  |  |              |  |
|                                                        |            | George Leveson-Gower, I duca di Sutherland       | Louisa Egerton                                  |  |  |       |  |  |                                     |  |  |              |  |
| Charlotte Sophia Leveson-Gower                         |            | George Leveson-Gower, I duca di Sutherland       |                                                 |  |  |       |  |  |                                     |  |  |              |  |
|                                                        |            | Elizabeth Sutherland, XIX contessa di Sutherland | William Gordon, XVIII conte di Sutherland       |  |  |       |  |  |                                     |  |  |              |  |
|                                                        |            | Elizabeth Sutherland, XIX contessa di Sutherland | William Gordon, XVIII conte di Sutherland       |  |  |       |  |  |                                     |  |  |              |  |
|                                                        |            | Elizabeth Sutherland, XIX contessa di Sutherland | Mary Maxwell                                    |  |  |       |  |  |                                     |  |  |              |  |
| Edmund Fitzalan-Howard, I visconte FitzAlan di Derwent |            | Elizabeth Sutherland, XIX contessa di Sutherland |                                                 |  |  |       |  |  |                                     |  |  |              |  |
|                                                        | John Lyons | John Lyons                                       |                                                 |  |  |       |  |  |                                     |  |  |              |  |
|                                                        | John Lyons | John Lyons                                       |                                                 |  |  |       |  |  |                                     |  |  |              |  |
|                                                        | John Lyons | Jane Harman                                      |                                                 |  |  |       |  |  |                                     |  |  |              |  |
| Edmund Lyons, I barone Lyons                           | John Lyons |                                                  |                                                 |  |  |       |  |  |                                     |  |  |              |  |
|                                                        |            | Catharine Walrond                                | Maine Swete Walrond                             |  |  |       |  |  |                                     |  |  |              |  |
|                                                        |            | Catharine Walrond                                | Maine Swete Walrond                             |  |  |       |  |  |                                     |  |  |              |  |
|                                                        |            | Catharine Walrond                                | Sarah Lyons                                     |  |  |       |  |  |                                     |  |  |              |  |
| Augusta Lyons                                          |            | Catharine Walrond                                |                                                 |  |  |       |  |  |                                     |  |  |              |  |
|                                                        |            | Josias Rogers                                    | …                                               |  |  |       |  |  |                                     |  |  |              |  |
|                                                        |            | Josias Rogers                                    | …                                               |  |  |       |  |  |                                     |  |  |              |  |
|                                                        |            | Josias Rogers                                    | …                                               |  |  |       |  |  |                                     |  |  |              |  |
| Augusta Louisa Rogers                                  |            | Josias Rogers                                    |                                                 |  |  |       |  |  |                                     |  |  |              |  |
|                                                        |            | Mary                                             | …                                               |  |  |       |  |  |                                     |  |  |              |  |
|                                                        |            | Mary                                             | …                                               |  |  |       |  |  |                                     |  |  |              |  |
|                                                        |            | Mary                                             | …                                               |  |  |       |  |  |                                     |  |  |              |  |
|                                                        |            | Mary                                             |                                                 |  |  |       |  |  |                                     |  |  |              |  |